# Abaxisotima spiniforma
Abaxisotima spiniforma är en insektsart som beskrevs av Wang, Gang och F-m. Shi 2009. Abaxisotima spiniforma ingår i släktet Abaxisotima och familjen vårtbitare. Inga underarter finns listade i Catalogue of Life.